# Washington Township (Belmont County, Ohio)
Washington Township ist eines von 16 Townships des Belmont Countys im US-Bundesstaat Ohio. Nach der Volkszählung im Jahr 2000 waren hier 537 Einwohner registriert.

## Geografie
Washington Township liegt im Süden des Belmont Countys im Osten von Ohio, ist im Osten etwa 8 km vom Ohio River entfernt, der hier Ohio von West Virginia trennt und grenzt im Uhrzeigersinn an die Townships: Smith Township, Mead Township, York Township, Switzerland Township im Monroe County, Sullivan Township (Monroe County) und Wayne Township.

## Verwaltung
Das Township wird durch ein Board of Trustees, bestehend aus drei gewählten Mitgliedern, verwaltet. Zwei Personen werden jeweils im Jahr nach der Präsidentschaftswahl gewählt und eine jeweils im Jahr davor. Die Amtszeit dauert in der Regel vier Jahre und beginnt jeweils am 1. Januar. Daneben gibt es noch einen Township Clerk (Schriftführer), der ebenfalls im Jahr vor der Präsidentschaftswahl auf eine vierjährige Amtszeit gewählt wird. Dessen Amtszeit beginnt jeweils am 1. April.